# Denys de Philadelphie
Pour les articles homonymes, voir Denys.

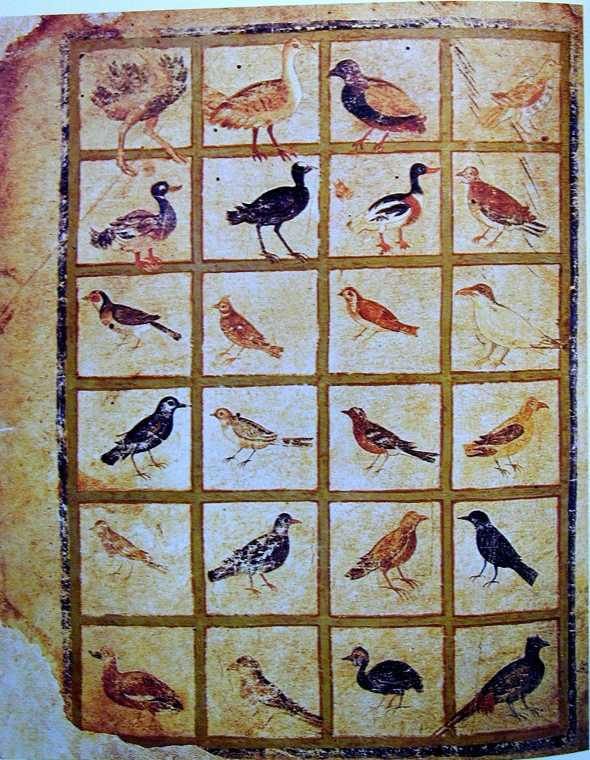
Galerie d'oiseaux dans le manuscrit Dioscoride de Vienne

Denys de Philadelphie est un poète didactique grec de l'Antiquité à qui l'on attribue un traité d'ornithologie (Ὀρνιθιακά / Ornithiaka) ou un traité de chasse aux oiseaux (Ἰξευτικά / Ixeutika). L'ouvrage, anciennement attribué à Oppien de Corycos, l'est également à Denys le Périégète. Il comptait à l'origine deux ou trois livres, préservés par une paraphrase de l'époque byzantine attribuée à Eutecnios le Sophiste et figurant dans le manuscrit Dioscoride de Vienne, daté du VIe siècle.

## Édition
- (grc + la) Antonio Garzya, Dionysii ixeuticon seu de aucupio libri tres, Leipzig, Teubner, 1963